# Lycaena delicatula
Lycaena delicatula är en fjärilsart som beskrevs av Paul Mabille 1877. Lycaena delicatula ingår i släktet Lycaena och familjen juvelvingar. Inga underarter finns listade i Catalogue of Life.